# 聖羅薩德利馬 (聖羅薩省)
聖羅薩德利馬（西班牙語：Santa Rosa de Lima），是危地馬拉的城鎮，位於該國南部，由聖羅薩省負責管轄，面積67平方公里，海拔高度946米，2002年人口14,823，人口密度每平方公里221.24人。
14°23′N 90°18′W / 14.383°N 90.300°W